# Andinobates minutus
La rana venenosa de vientre azul (Andinobates minutus) es una especie de rana venenosa de la familia Dendrobatidae, nativa de
Colombia y Panamá.
Su hábitat natural es el bosque húmedo tropical de las tierras bajas del centro y oriente de Panamá y occidente y suroccidente de Colombia, por debajo de los 1.000 m s. n. m.
Mide 13 a 16 mm de longitud.
La hembra deposita los huevos sobre la hojarasca y el macho lleva los renacuajos a las bromelias, donde completan su desarrollo.